# بئاتریس آدریانا
بئاتریس آدریانا (به انگلیسی: Beatriz Adriana) (متولد ۵ مارس ۱۹۵۸) خواننده مکزیکی است.